# Zhang Yu (zapasniczka)
Zhang Yu (ur. 2007) – chińska zapaśniczka walcząca w stylu wolnym. 
Srebrna medalistka mistrzostw Azji w 2025. Mistrzyni świata juniorów w 2024 roku.